# Alfred Doppler
Alfred Doppler (* 12. Juni 1921 in Linz; † 9. Juni 2025) war ein österreichischer Literaturwissenschaftler sowie Professor für Österreichische Literatur und Allgemeine Literaturwissenschaften an der Universität Innsbruck.

## Leben
Nach dem Besuch des Akademischen Gymnasiums in Linz studierte Doppler ab 1945 Deutsch und Geschichte an der Universität Graz. 1948 absolvierte er dort die Lehramtsprüfung für Deutsch und Geschichte, 1949 promovierte er in Graz bei Hugo Kleinmayr über Variantenkritik an Edward Samhabers Versdichtung. Von 1948 bis 1968 arbeitete er als Lehrer am Pestalozzi-Realgymnasium sowie am Akademischen Gymnasium in Graz, von 1956 bis 1964 nahm er zusätzlich einen Lehrauftrag an der Universität Graz wahr.
1964 wurde Doppler in Graz habilitiert mit Der Abgrund. Studien zur Bedeutungsgeschichte eines Motivs und war von 1964 bis 1968 als Privatdozent an der Universität Graz tätig. Von 1968 bis 1970 ging er an die Universität München. 1970 trat er eine außerordentliche Professur für Neuere deutsche Sprache und Literatur an der Universität Graz an, bis er 1971 einen Ruf auf den Lehrstuhl für Österreichische Literatur und Allgemeine Literaturwissenschaften an der Universität Innsbruck annahm, den er bis zu seiner Emeritierung 1991 innehatte.

## Forschung
Dopplers Forschungsschwerpunkt war die deutsche und österreichische Literatur des 19. und des 20. Jahrhunderts, insbesondere Schiller, Hölderlin, Grillparzer, Stifter, Hofmannsthal, Schnitzler, Rilke, Trakl, Horvath und Zand.

## Veröffentlichungen
- Wirklichkeit im Spiegel der Sprache. Aufsätze zur Literatur des 20. Jahrhunderts in Österreich. Wien 1975, ISBN 978-3-203-50557-2
- Der Abgrund des Ichs. Ein Beitrag zur Geschichte des poetischen Ichs im 19. Jahrhundert. Graz, Wien u. a. 1985, ISBN 978-3-205-06564-7
- Geschichte im Spiegel der Literatur. Aufsätze zur österreichischen Literatur des 19. und 20. Jahrhunderts. Innsbruck 1990, ISBN 978-3-85124-129-7
- Die Lyrik Georg Trakls. Beiträge zur poetischen Verfahrensweise und zur Wirkungsgeschichte. Wien. 2. Aufl., 1992, ISBN 978-3-7013-1038-8
- mit Robert Killinger (Hrsg.): Das Märchenbuch. Mehr als einhundert der schönsten Märchen aus aller Welt. Weltbild Verlag, Augsburg 2006, ISBN 978-3-8289-6012-1
- mit Wolfgang Frühwald (Hrsg.): Adalbert Stifter: Wien und die Wiener. Historisch-kritische Gesamtausgabe. W. Kohlhammer Verlag, Stuttgart 2007, ISBN 978-3-17-018784-9

## Preise und Auszeichnungen
- 1964: Theodor-Körner-Preis
- 1966: Kardinal-Innitzer-Preis
- 1990: Kulturpreis des Landes Oberösterreich
- 2002: Tiroler Landespreis für Wissenschaft
- 2021: Ehrendoktorat für Philosophie der Leopold-Franzens-Universität Innsbruck[4]